# Eupithecia despectaria
Eupithecia despectaria es una especie de polilla de la familia Geometridae. La especie fue descrita por primera vez por Julius Lederer habiendo sido descrita en 1835, con distribución en Rusia, donde el holotipo fue descrito en las montañas del sur de Siberia y en Kazajistán.